# Drozdek brunatny
Drozdek brunatny (Catharus fuscescens) – gatunek krępego ptaka z rodziny drozdowatych (Turdidae). Zamieszkuje Amerykę Północną (południowa Kanada i Stany Zjednoczone), zimuje w Brazylii. Bardzo rzadko zalatuje do Europy.

## Systematyka
Wyróżniono kilka podgatunków C. fuscescens:
- C. fuscescens salicicola – południowo-zachodnia i południowo-środkowa Kanada, zachodnie USA. Proponowany podgatunek levyi uznany za jego synonim.
- C. fuscescens subpallidus – północno-zachodnie USA.
- C. fuscescens fuscescens – południowo-wschodnia Kanada i wschodnie USA. Proponowany podgatunek pulichorum uznany za jego synonim.
- C. fuscescens fuliginosus – skrajnie wschodnia Kanada.

## Morfologia
Upierzeniem przypomina słowika szarego. Obie płcie upierzone podobnie. Posiada charakterystyczną dla rodzaju Catharus dużą głowę, ale różni się mniejszą ilością kropkowania na piersi. Długość ciała 17–19 cm, masa ciała 25–43 g, rozpiętość skrzydeł wynosi 28–29 cm.

## Ekologia i zachowanie

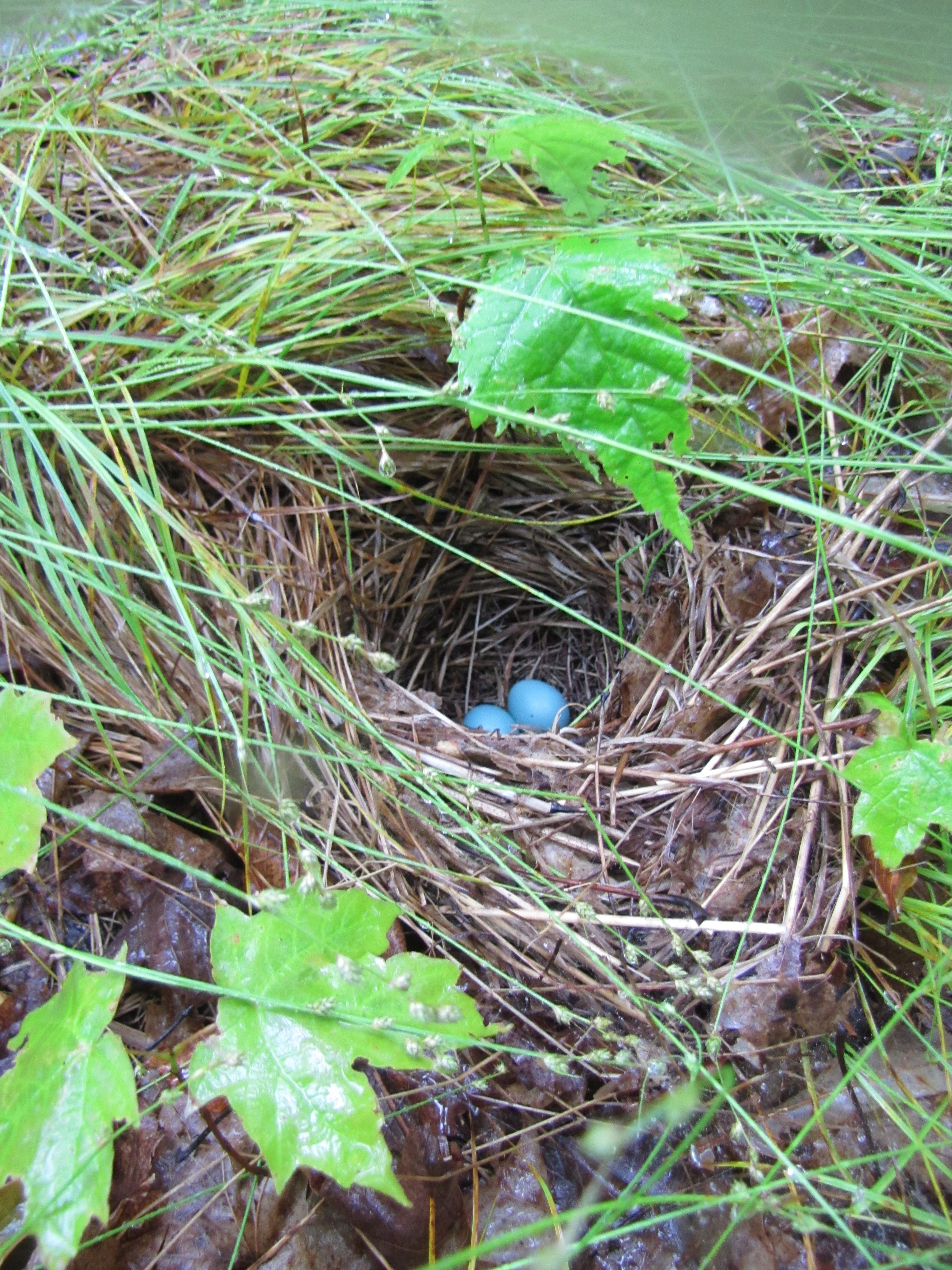
Gniazdo z jajami

Preferuje zarośla w lasach liściastych i mieszanych (rzadziej iglastych), zwłaszcza w pobliżu strumieni, gdzie ziemia jest wilgotna i podmokła.
Gniazdo buduje samica, zwykle na ziemi lub nisko nad ziemią, rzadko wyżej niż 1,5 metra. Może ono spoczywać w kępie trawy lub innej miękkiej roślinności, na omszałym wzgórku, pod krzakami, na przewróconym pniu lub gałęzi. Samiec w tym czasie pilnuje terytorium. W zniesieniu 1–5 (najczęściej 4) jaj koloru zielonkawoniebieskiego, czasami brązowo nakrapianych. Okres inkubacji trwa 10–14 dni. Młode są w pełni opierzone po 10–12 dniach od wyklucia.
W okresie lęgowym zjada głównie owady i inne bezkręgowce; późnym latem i jesienią przeważnie owoce jagodowe. Jego ofiarą padają chrząszcze, mrówki, osy, gąsienice, koniki polne, muchy i inne owady, czasami także małe żaby i salamandry.
Wydaje miękkie „wi-juu”.

## Status
Międzynarodowa Unia Ochrony Przyrody (IUCN) uznaje drozdka brunatnego za gatunek najmniejszej troski (LC – least concern) nieprzerwanie od 1988 roku. Organizacja Partners in Flight szacuje liczebność populacji lęgowej na 11 milionów osobników. Trend liczebności populacji jest spadkowy.